# Ramsan (å)

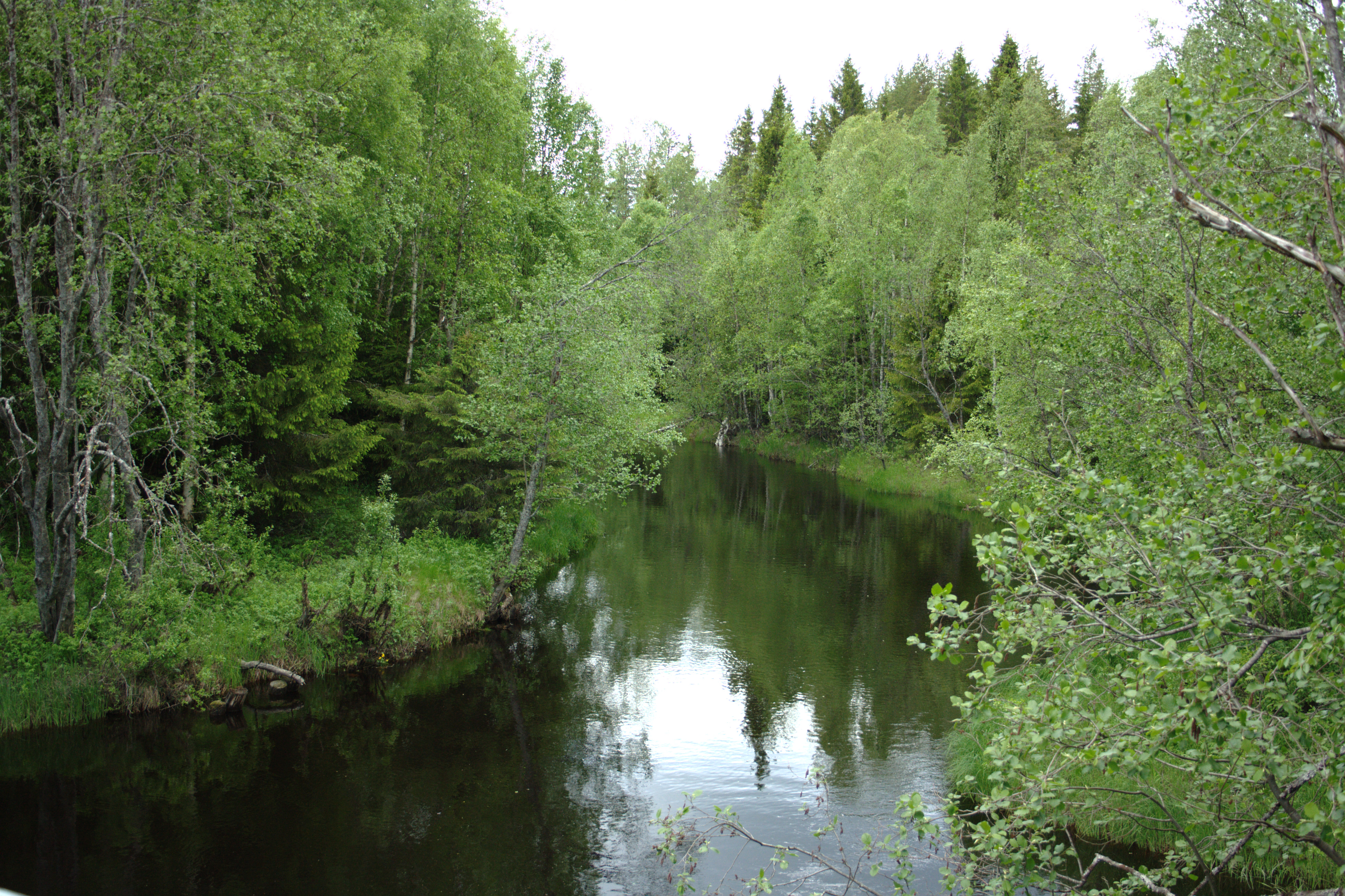
Ramsan fotad juni 2012 vid bron mellan Ramsele och Rambo

Ramsan är ett biflöde till Umeälven som mynnar nedströms byn Ramsele i Vindelns kommun. I Ramsans övre lopp finns de stora sjöarna Stor-Strömsjön och Skivsjön på gränsen mot Bjurholms kommun. Till Stor-Strömsjön kommer tillflödet Skuran, som rinner upp norr om Örträsk inom Lycksele kommun.